# Савани та рідколісся Ангольського уступу
Савани та рідколісся Ангольського уступу (ідентифікатор WWF: AT1002) — афротропічний екорегіон гірських луків та чагарників, розташований на північному заході Анголи. Велике біорізноманіття та високий рівень ендемізму екорегіону є наслідком великого різноманіття форм рельєфу, клімату та ґрунтів в ньому.

## Географія
Екорегіон саван та рідколісь Ангольського уступу охоплює вузьку смугу суходолу, яка простягається з півночі на південь від 6° пд. широти до 14° пд. широти, між узбережжям Атлантичного океану та Центральним плато Анголи. На північний схід від екорегіону поширені західноконголезькі лісосавани, а на південний схід — ангольські міомбові рідколісся. У високогір'ях Великого уступу на південний схід від регіону поширені гірські ліси та луки Анголи. На північ від екорегіону, в гирлі річки Конго, поширені центральноафриканські мангри.
Екорегіон охоплює широкий діапазон висот від рівня моря до приблизно 1000 м над рівнем моря. Він включає два основні геоморфологічні регіони — прибережний пояс і перехідну зону. Ширина прибережної смуги змінюється від 200 км на півночі до менш ніж 40 км на півдні, а її висота не перевищує 300 м над рівнем моря. Перехідна зона охоплює західні схили Ангольського уступу, який простягається паралельно узбережжю. На півдні схили уступу є стрімкими, а на півночі вони є більш пологими і формують каскад уступів. Основними річками, що протікають в межах екорегіону, є Мбрідж, Ложе, Кванза та Куво.
В прибережних районах екорегіону переважають мергелі та вапняки, сформовані морськими відкладами, та молоді піщані відклади, що залягають у різних осадових басейнах. В глибині континенту переважають гнейси, гнейсові граніти та метаморфізовані відклади докембрійського фундаментного комплексу. В екорегіоні існує велике різноманіття типів ґрунтів, деякі з яких є дуже родючими. Їх розподіл визначається геологією та кліматичними факторами. На прибережних рівнинах та на нижніх схилах уступу поширені чорні ґрунти, червоні або червонуваті піщані ґрунти та вапнякові ґрунти, а на вологих схилах уступу — родючі парафералітні та фералітні ґрунти.
На півдні прибережної частини екорегіону густота населення невелика, натомість на родючих схилах уступу, де випадає велика кількість опадів, вона є відносно високою. В гирлі річки Кванза розташоване місто Луанда, столиця Анголи, в якому мешкає понад 3,5 мільйони людей.

## Клімат
В межах екорегіону переважає тропічний клімат, на який значно впливає холодна Бенгельська течія, яка проходить вздовж узбережжя. В прибережних районах вологість є високою протягом всього року, часто трапляються тумани, однак середньорічна кількість опадів є відносно низькою і коливається від 400 до 800 мм. У внутрішніх районах середньорічна кількість опадів перевищує 1600 мм і подекуди є найвищою в Анголі. Більшість опадів випадає влітку. Температура в регіоні змінюється залежно від висоти над рівнем моря та широти. Найвищі середньорічні температури спостерігаються вздовж внутрішньої окраїни прибережної смуги на північ від річки Куво, де вони перевищують 25 °C. Найнижчі середньорічні температури спостерігаються на кордоні з екорегіоном гірських лісів та луків Анголи, де вони становлять приблизно 20 °C.

## Флора
В межах екорегіону поширені різноманітні рослинні угруповання: дощові ліси, хмарні ліси, луки, мангрові зарості та болота. Їх розподіл залежить від рельєфу, клімату та ґрунтів.
На півночі екорегіону, між річками Конго та Кванза, серед сильно розчленованого рельєфу спостерігається складна рослинна мозаїка. Великі ділянки високотравних луків перемежовуються галерейними лісами, дерева в яких досягають висоти 20-40 м і представлені переважно гвінейсько-конголезькими видами. Серед поширених в цих лісах дерев слід відзначити африканські зеленосердечники (Piptadeniastrum africanum), африканські тикові дерева (Milicia excelsa), бавовняні дерева (Ceiba pentandra) та африканські коркові дерева (Musanga cecropioides). На луках ростуть трави, які сягають 2-4 м у висоту, а також деякі вогнестійкі дерева, які витримують інтенсивні щорічні пожежі. Серед таких дерев слід відзначити кислий шкіросердечник (Hymenocardia acida), абіссинську еритріну (Erythrina abyssinica), піліостігму Тоннінга (Piliostigma thonningii) та ангольську куссонію (Cussonia angolensis). Мангрова та болотяна рослинність поширюється смугами від узбережжя вглиб континенту вздовж великих річок.
На верхніх схилах уступу, де дощ і туман забезпечують цілорічну вологість, а родючі ґрунти сприяють росту дерев, ростуть хмарні ліси, які формують уривчасту лінію шириною 1-15 км. Загальна площа цих хмарних лісів становить від 1300 до 2000 км², а їх найбільші масиви зустрічаються переважно в околицях Габели та Амбоїма. Ці ліси також є відомими як кавові ліси, оскільки вони широко використовувалися для вирощування кави. В цих напіввічнозелених вологих лісах зустрічаються макрофільні або мезофільні дерева висотою зазвичай до 30 м, багато з яких мають гвінейсько-конголезьке походження, а також велика кількість епіфітів та ліан та багато плодових видів. Серед поширених в хмарних лісах дерев слід відзначити каркас Прантля (Celtis prantlii), африканську шовковицю (Afromorus mesozygia), голу альбіцію (Albizia glaberrima), камеденосну альбіцію (Albizia gummifera), фікус мукусо (Ficus mucuso) та шорсткий фікус (Ficus exasperata). В підліску цих лісів зустрічаються конголезькі кавові дерева (Coffea canephora).
На південь від річки Кванза, в замбезійській частині екорегіону, вздовж нижніх схилів уступу та в прибережних районах, поширена мозаїка густих лісів, луків та пальмової савани. На розподіл різних рослинних угруповань у цій зоні сильно впливає тип ґрунту. Ліси є флористично багатими, і їх легше визначити за відсутністю домінантів мопане та міомбо, ніж за власним флористичним складом. Незважаючи на їх невелику площу, вони складаються з набагато більшої кількості видів дерев, ніж лісисті савани міомбо або мопане, і включають кілька ендемічних видів. Характерними для цих лісів є густі сухі хащі та чагарники. Серед дерев, що домінують в цих лісах, слід відзначити щетинисті стеркулії (Sterculia setigera), канделяброві молочаї (Euphorbia candelabrum), акації Вельвіча (Acacia welwitschii), африканські баобаби (Adansonia digitata) та різні види стрихносів (Strychnos spp.). Густі ліси та хащі перемежовуються луками, де домінують бородачник гамба (Andropogon gayanus), скручений різноборідник (Heteropogon contortus) та різні види гіпарренії (Hyparrhenia spp.) або слонової трави. На великих піщаних плато ближче до узбережжя поширені пальмові савани, де домінують гвінейські пальми дум (Hyphaene guineensis), а в трав'янистому ярусі яких переважають пишні гусятники (Eragrostis superba), криваві бородачники (Schizachyrium sanguineum) та пальчатки Міланьє (Digitaria milanjiana). На північ і південь від Луанди серед пологих пагорбів, сформованих морськими відкладами, на важких чорних та темно-коричневих ґрунтах ростуть луки, де домінує, фактично витісняючи всі інші види, мишій Вельвіча (Setaria welwitschii), трава заввишки 1-1,5 м.

## Фауна
Фауна галерейних лісів, поширених на півночі екорегіону, є близькою до фауни західноконголезьких лісосаван. Серед ссавців, поширених в цих лісах, слід відзначити лускохвосту летягу Дербі (Anomalurus derbianus), гігантську лісову білку (Forest giant squirrel), центральноафриканського потто (Perodicticus edwardsi),  ангольського талапоїна (Miopithecus talapoin) та чорноспинного дуїкера (Cephalophus dorsalis).
Серед ссавців, що зустрічаються у хмарних лісах регіону, слід відзначити жовтоспинного дуїкера (Cephalophus silvicultor), чорнолобого дуїкера (Cephalophus nigrifrons), блакитного дуїкера (Philantomba monticola) та білочеревого панголіна (Phataginus tricuspis). Серед поширених в цих лісах птахів слід відзначити ангольського турако (Tauraco erythrolophus), ангольську чепігу (Colius castanotus), плямистоволого голкохвоста (Telacanthura ussheri), ангольського голкохвоста (Neafrapus boehmi), лисого барбікана (Gymnobucco calvus), жовтоволого тирча (Cichladusa ruficauda) та жовточереву прирітку (Platysteira concreta).
В саванах і лісах в південній частині екорегіону мешкають саванні слони (Loxodonta africana), африканські буйволи (Syncerus caffer), кінські антилопи (Hippotragus equinus), великі редунки (Redunca arundinum), північні бушбоки (Tragelaphus scriptus) та звичайні канни (Taurotragus oryx). Під час сухого сезону багато з них мігрують у вологіші місцевості, розташовані вище по схилу. Раніше на прибережних рівнинах зустрічалися великі хижаки — леви (Panthera leo) та гепарди (Acinonyx jubatus), але їх популяції значно скоротилися або були повністю знищені. В саванах і лісах в цій частині екорегіону зустрічаються ендемічні ангольські карликові галаго (Galagoides kumbirensis)
В прибережних частинах екорегіону, зокрема в мангрових лісах, зустрічаються мангрові прирітники (Platysteira albifrons). На трав'янистих рівнинах та в галерейних лісах вздовж річок зустрічаються великі популяції тропічних лелек (Ciconia microscelis).
Чотирнадцять видів птахів є ендеміками регіону або є майже ендемічними. Серед цих птахів слід відзначити західного турача (Pternistis griseostriatus), ангольського турача (Pternistis swierstrai), ангольського турако (Tauraco erythrolophus), габельського багдаїса (Prionops gabela), мангрового прирітника (Platysteira albifrons), ангольську мухарку (Melaenornis brunneus), білогорлого акалата (Sheppardia gabela), строкатого золотокоса (Xenocopsychus ansorgei), ангольського куцохвостика (Macrosphenus pulitzeri), сан-томейського вайдага (Euplectes aureus), ангольського астрильда (Coccopygia bocagei), ангольського гонолека (Laniarius brauni), габельського гонолека (Laniarius amboimensis) та гірського гладіатора (Malaconotus monteiri). Крім того, ендеміками регіону є деякі підвиди кількох видів птахів, зокрема підвид білобрового червеняка Chamaetylas poliocephala hallae.
Ендеміками екорегіону є два види плазунів — листопалі гекони Барбози (Hemidactylus bayonii) і луандійські амфісбени (Monopeltis luandae), та три види амфібій — конгульські лісові жаби (Leptopelis jordani), кіссанзькі лісові жаби (Leptopelis marginatus) і конгольські жаби (Amnirana parkeriana). Більшість ендемічних птахів, плазунів та земноводних зустрічаються в лісах регіону, хоча деякі з них обмежені більш посушливими рівнинними районами.

## Збереження
Оцінка 2017 року показала, що 8559 км², або 6 % екорегіону, є заповідними територіями. Основною природоохоронною територією екорегіону є Національний парк Кісама.